# Стоктон (Алабама)
Стоктон (англ. Stockton) — невключена територія в окрузі Болдвін, штат Алабама, США.

## Демографія
Станом на липень 2007 на території мешкало 5086 осіб.
Чоловіків — 2510 (49.4 %);

Жінок — 2576 (50.6 %).
Медіанний вік жителів: 37.1 років;
по Алабамі: 35.8 років.

### Доходи
Розрахунковий медіанний дохід домогосподарства в 2009 році: $39,693 (у 2000: $32,950);
по Алабамі: $40,489.
Розрахунковий дохід на душу населення в 2009 році: $20,358.
Безробітні: 10,1 %.

### Освіта
Серед населення 25 років і старше:
Середня освіта або вище: 81,4 %;

Ступінь бакалавра або вище: 22,7 %;

Вища або спеціальна освіта: 6,2 %.

### Расова / етнічна приналежність
Білих — 2,996 (72.0 %)

 Афроамериканців — 1,032 (24.8 %)

 Індіанців — 53 (1.3 %)

 Латиноамериканців — 41 (1.0 %)

 Відносять себе до 2-х або більше рас — 36 (0.9 %)

 Корінних жителів Гавайських островів та інших островів Тихого океану — 2 (0.05 %)

 азіатів — 1 (0.02 %)

## Нерухомість
Розрахункова медіанна вартість будинку або квартири в 2009 році: $77,650 (у 2000: $47,400);
по Алабамі: $119,600.